# Tim Gorschlüter
Tim Gorschlüter (* 24. August 1983 in Hamm) ist ein ehemaliger deutscher Fußballspieler.

## Karriere
Seine Profikarriere begann er bei LR Ahlen in der 2. Bundesliga in der Saison 2001/02. 2005 wechselte er dann für ein Jahr zu Rot-Weiss Essen, ehe er wieder nach Ahlen zu dem mittlerweile umbenannten Verein Rot Weiss Ahlen ging. Auch hier spielte er nur für eine Saison und wechselte dann im Sommer 2007 wieder zu Rot-Weiss Essen. In der Saison 2008/09 spielte er in der Regionalliga West für Sportfreunde Lotte. Ein Jahr später wechselte er abermals zum Zweitligisten Rot Weiss Ahlen. Zur Saison 2010/11 kehrte er zu den Sportfreunden Lotte in die Regionalliga West zurück. Mit den Sportfreunden scheiterte er in der Saison 2011/12 am Aufstieg in die 3. Liga und wurde mit Lotte am Ende Vizemeister hinter der Reserve von Borussia Dortmund. Zum Ende der Saison 2015/16 stieg er schließlich mit Lotte in die 3. Liga auf. Im Sommer 2018 beendete er dort seine aktive Karriere.

## Erfolge
- Aufstieg in die 3. Liga 2016